# Trifolium thalii
Trifolium thalii är en ärtväxtart som beskrevs av Dominique Villars. Trifolium thalii ingår i släktet klövrar, och familjen ärtväxter. Inga underarter finns listade i Catalogue of Life.

## Bildgalleri

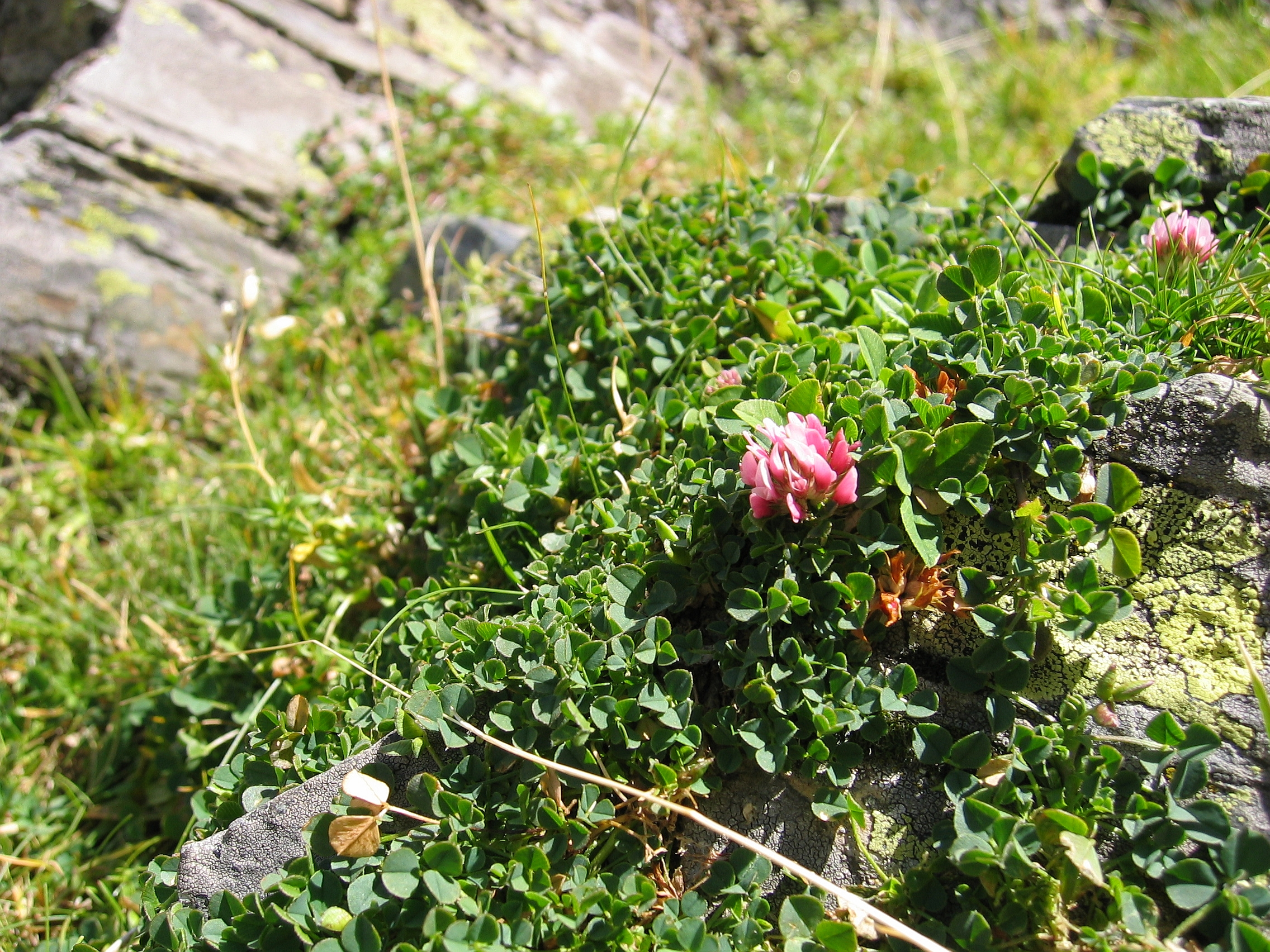
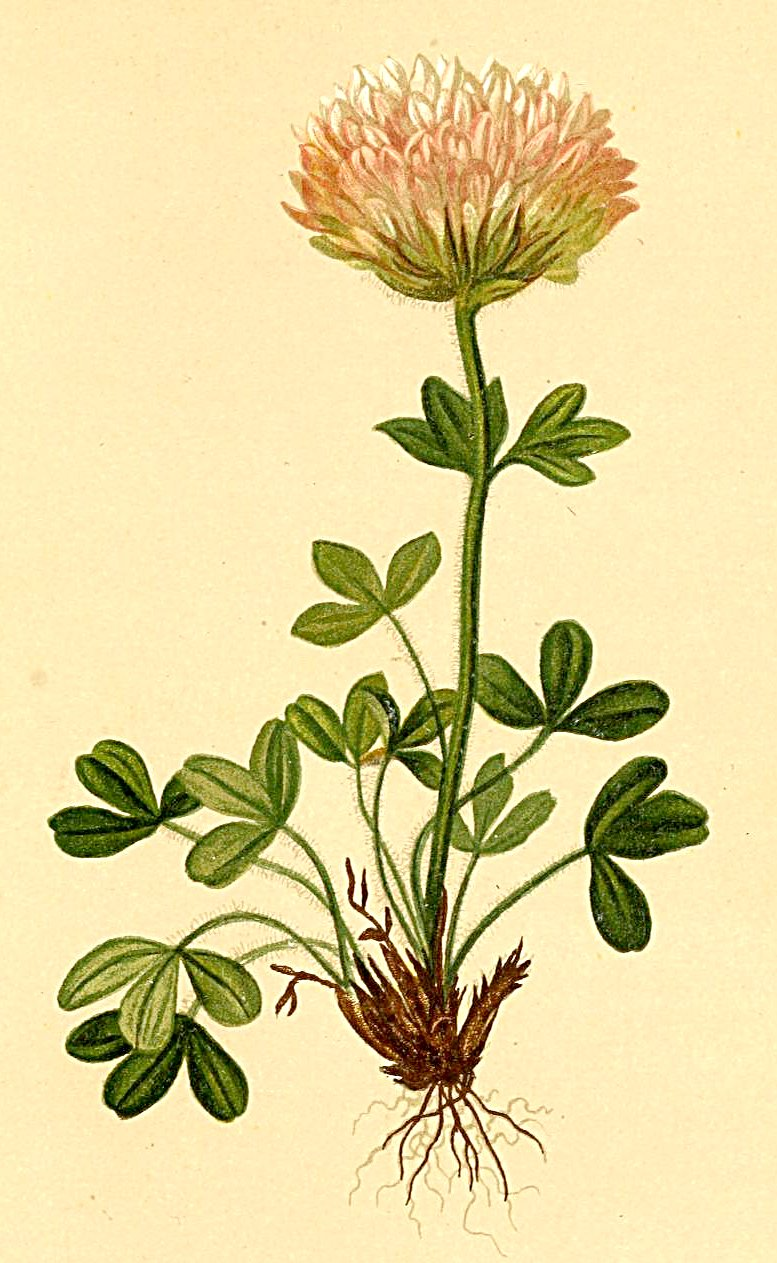
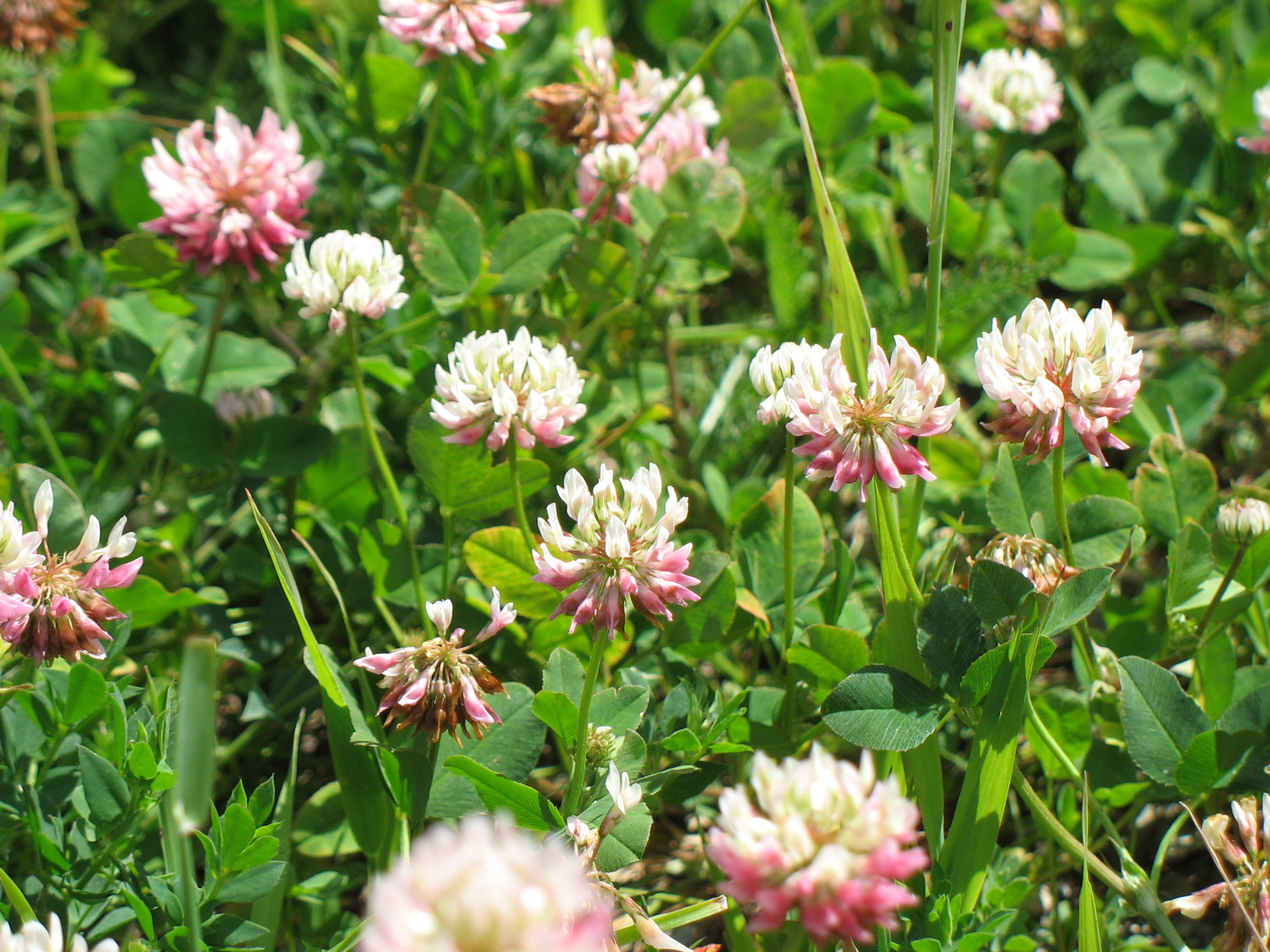